# 特里·吉列姆
特里·吉列姆（Terry Gilliam，1940年11月22日—），英国电影导演。出生于美国明尼苏达州，后来加入英国国籍。特里·吉列姆早期从事杂志设计编辑工作，他感到在杂志方面没有大发展时，转向电视电影制作领域。他是喜剧小组“蒙提·派森”（Monty Python）的一员，并且是其中唯一一位出生于美国的成员。

## 生平

### 早期
吉列姆出生于明尼苏达州的明尼阿波利斯，父亲曾是福爵咖啡粉（Folgers）的旅行推销员，后来改行做了木匠。吉列姆有个小他两岁的妹妹和小十岁的弟弟。
因为妹妹的哮喘病，全家后来搬到了加利福尼亚，吉列姆也进了Birmingham High School高中就读。在学校里吉列姆做了班主席，成了毕业舞会王子，也被评为“最有可能成功”的人物，并拿到了全A的成绩。在高中时期，他喜欢上了《疯狂》杂志（Mad magazine），当时的杂志主编是Harvey Kurtzman，这影响到了他后来的作品。
高中毕业后，吉列姆进了Occidental College学院就读，先是主修物理，后转修美术，并最终选定了政治科学专业。在大学里，吉列姆开始向学校杂志《Fang》投稿，并在二年级时成了杂志的编辑。他将杂志的风格改成了Kurtzman的路子，并向Kurtzman邮寄了杂志。在大学就读时，吉列姆还是Sigma Alpha Epsilon兄弟会的成员。大学毕业后，吉列姆曾短暂就职于一家广告代理商，随后就被Kurtzman聘入《Help!》杂志社工作。

### 后期
吉列姆后来娶了英国化妆师、服装设计师Maggie Weston为妻，Maggie曾在《巨蟒的飞行马戏团》（Monty Python's Flying Circus）节目组工作，并参与了不少蒙提·派森电影和所有的吉列姆个人作品（直到《吹牛大王历险记》为止）的制作。两人育有三个子女，Amy，Holly和Harry，他们也在数部吉列姆的电影中有过出镜。
1968年，吉列姆加入了英国国籍，并在随后的38年里维持了英美双重国籍身份。2006年1月，他宣布放弃美国国籍。在一次《明镜周刊》（Der Spiegel）的专访中，他表示自己退籍的举动是作为对美国总统布什的抗议，但较早前接受“The Onion AV Club”网站采访时，他也曾提到退籍有对未来妻儿税务责任方面的考量。因为这一举动，吉列姆被限制每年在美国境内停留时间不得超过30天，少于普通英国公民。吉列姆在意大利也有一处住所，位于翁布里亚（Umbria）和托斯卡尼（Tuscany）大区的边界处。吉列姆对于每年一度的翁布里亚电影节（Umbria Film Festival）的创立起了不小的作用，电影节的主办地就位于附近的蒙托内（Montone）山城。

## 职业生涯

### 巨蟒小组
吉列姆是电视系列剧《巨蟒与飞行马戏团》（Monty Python's Flying Circus）的创始成员之一，起初他只被列名为动画师（片尾的演职员表里，他的名字和其他五位成员分开而被单列），后来才被列为小组中正式的一员。他的动画作品在剧中起到了串联小品的作用，也成了小组在其他媒体领域作品的视觉商标（例如音乐大碟、书籍的封面，和小组电影作品的开场戏)。
除了为剧集制作动画外，他也在一些小品中有过亮相，虽然这些角色大多次要且所需表演甚少。事实上，他所扮演的角色经常是没有其他人愿演的那种（一般都需要大量的化妆或是得穿着难受的戏服，比如那位经常会在小品最后出现，全副盔甲拿只光毛鸡跑去敲人的中世纪武士）。他也在小组拍摄的电影中扮演了一些小角色，包括《巨蟒与圣杯》中的Patsy，和《万世魔星》（Life of Brian）中的狱卒。

#### 动画作品
特里·吉列姆的职业生涯是以动画师和连环漫画家作为开始的；早年在“Help”杂志工作时，有一辑他拍摄的写真照片就是以未来的蒙提·派森成员约翰·克里斯（John Cleese）为主角。移居到英国后，他为电视剧集《Do Not Adjust Your Set》做了动画，剧组成员中也包括另几位未来的蒙提·派森成员埃里克·艾多尔（Eric Idle）、特里·琼斯（Terry Jones）和迈克尔·佩林（Michael Palin）。
吉列姆为《巨蟒与飞行马戏团》剧集制作的超现实主义动画极具个人特色，他是把自己的画作（内容是各种软渐变的古怪球状物体），和旧图片（大多来自维多利亚时代）的背景及剪纸人物混合在了一起。

### 导演生涯
吉列姆后来转型做了电影编剧和导演。
吉列姆的电影通常都具有高度的幻想气质。他的很多作品都包含一部分或完全发生在角色幻想世界的故事线，由此引出对“认同”和“心智健全”定义的质疑；他的电影中经常显露出对官僚主义和独裁政体的反感；他也在作品中用扰人且讽刺的笔触将“上层社会”和“下层社会”区分开来；他的电影经常会有一场与强大势力的战斗或斗争，对手或是一种情感境遇，或是一个人造偶像，或甚至是人物自身，这种斗争并不是总能够以喜剧收场。电影的气氛经常是黑暗的、妄想的，角色多有由普通人转变而来的异常人物。他的剧本带有黑色喜剧的色彩，经常以调子阴暗的悲喜剧转折来作结。
吉列姆的电影有着与众不同的视觉风格，往往只需一个片段就可辨识出来；罗杰·伊伯特（Roger Ebert）曾写道“他的世界永远幻化在丰盛的细节描述中”（"his world is always hallucinatory in its richness of detail."）。这些电影中经常会有巴洛克风格的设计，例如《巴西》中使用低科技放大镜的高科技电脑监视器，《渔王》中身着翼衣的红骑士。他也经常会将不和谐的事物（如美丽与丑陋，或是陈旧与摩登）并置在一起。他的大多数电影都几乎完全采用了28mm或以下的超广角镜头来拍摄，并运用了极度的深焦摄影。

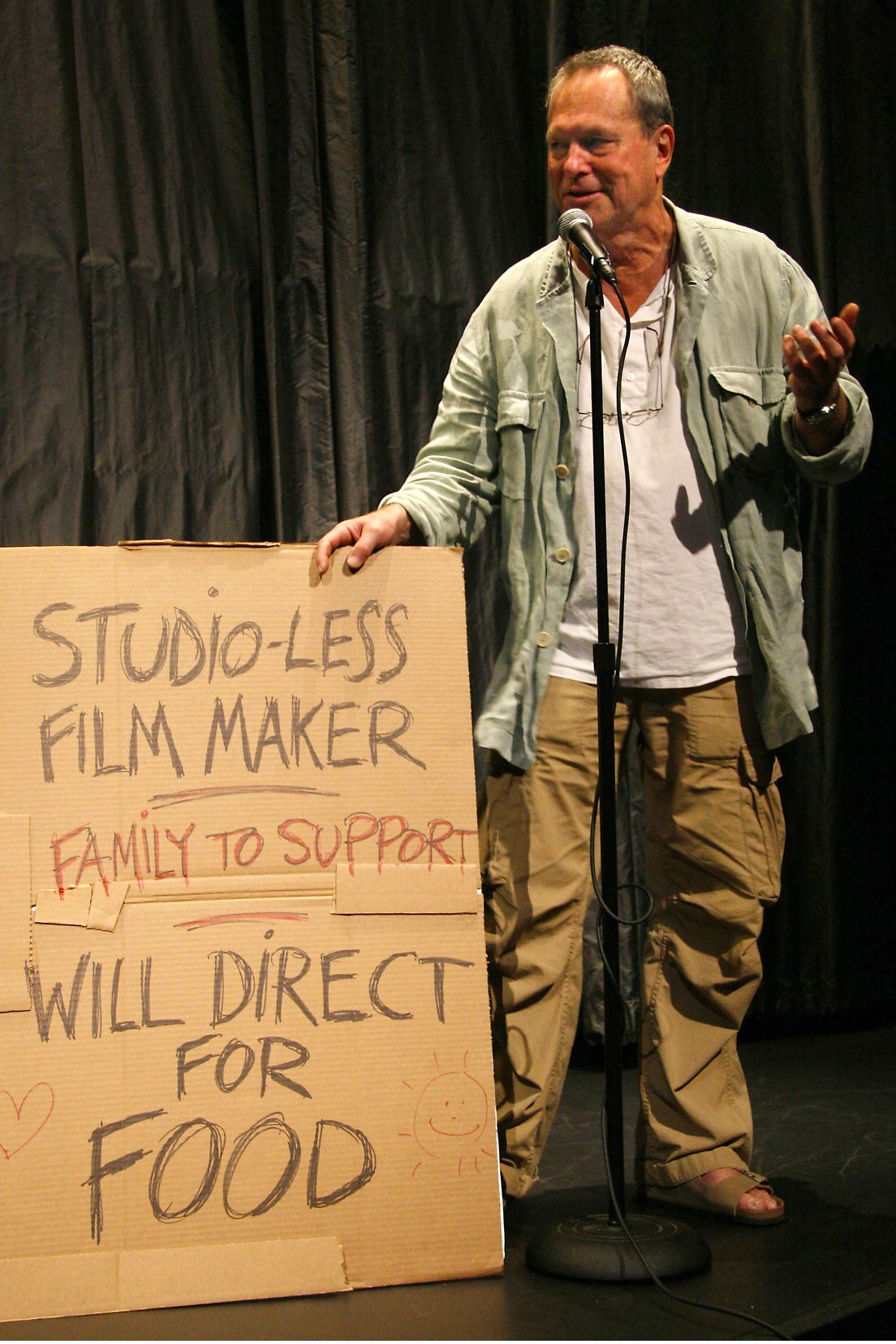
2006年10月4日，吉列姆在IFC中心

### 电影制作中遭遇的困境
吉列姆拍过几部因制作中遇到麻烦而成本激升的昂贵电影。吉列姆曾和环球公司为电影《巴西》的发行问题作了长期的斗争，他的下一部电影《吹牛大王历险记》又在拍摄过程中多次增加预算，最终花掉了哥伦比亚公司4600万美元，上映后却只收回800万的国内票房。
九十年代中期，吉列姆和老拍档Charles McKeown为《时光大盗》的续集写了剧本，计划最终因几位原版中的演员去世而放弃。他还曾计划将查尔斯·狄更斯（Charles Dickens）的《双城记》（A Tale of Two Cities）再度搬上银幕，后来因预算和选角无法与片厂达成一致而作罢。
1999年，吉列姆的新片《誰殺了唐吉訶德》开拍，预算达到了3210万，是当时最昂贵的欧洲独资电影之一。片子开拍不到一周，主演唐吉科德的Jean Rochefort腰椎间盘突出发作，而一场洪水则将整个布景几乎完全摧毁。电影被迫取消，事后申请的保金高达1500万美元。虽然电影被取消，之前片场工作的全过程却被原本雇来拍摄幕后故事的团队完整记录下来，并剪成了纪录片《救命吶！唐吉訶德》发行上映。近年来，吉列姆和电影的主演约翰尼·德普都表达过让电影重新开工的愿望，不过目前剧本所有权还掌握在保险公司手中。該片於2017年6月拍攝完畢。
吉列姆还曾两度试图将阿兰·摩尔（Alan Moore）的漫画《守護者》搬上大银幕，时间分别是1989年和1996年，结果都以失败告终（該片後來由查克·史奈德拍成電影）。之後，又一桩悲剧发生在了吉列姆的新片上，就在拍摄的间歇期，《帕納大師的魔幻冒險》的主演希斯·莱杰在纽约的一所公寓中意外去世。
吉列姆目前手头有几个计划尚处在发展阶段，其中包括一部由尼尔·盖曼和泰瑞·普莱契的插画幻想小说《好兆头》（Good Omens）改编的电影，吉列姆希望能由约翰尼·德普和罗宾·威廉姆斯来分别出演两位主角克鲁利（Crowley）和亚兹拉菲尔（Aziraphale），最终也以失败告终（该片后来由道格拉斯·麦金农拍成六集迷你剧）。
吉列姆电影制作过程中频发意外的现象已受到了广泛的关注，讽刺报纸《The Onion》也发表了一篇恶搞的文字，命名为”特里·吉列姆的野餐会遭受制作延期困扰“（"Terry Gilliam Barbecue Plagued By Production Delays."）
吉列姆的电影也有商业成功的例子，《渔王》被提名了五项奥斯卡大奖，《十二只猴子》在全球获得了超过1亿6800万美元的票房成绩，《格林兄弟幻險記》也在世界范围内有1亿500万的票房进账。然而，根据Box Office Mojo网站的记录，他的电影平均票房只有2600.9723万美元。

### 未来计划
未来吉列姆还可能会执导或参与一部虚拟乐队”街头霸王“（Gorillaz）担纲的电影，档期被排在了2008年或2009年。在06年9月一篇《Uncut magazine》杂志的专访上，乐队灵魂达蒙·阿尔本（Damon Albarn）谈到”...我们正在策划一部电影，已经把特里·吉列姆给拉了进来。“（... we're making a film. We've got Terry Gilliam involved.") 

### 经常合作的演员
吉列姆经常喜欢和一些气质特别的演员合作，包括巨蟒组的前同事们（格雷厄姆·查普曼（Graham Chapman），约翰·克里斯，埃里克·艾多尔、特里·琼斯和迈克尔·佩林），约翰尼·德普，希斯·莱杰，罗宾·威廉姆斯，杰夫·布里奇斯（Jeff Bridges），伊安·霍尔姆（Ian Holm），克里斯托弗·普拉莫（Christopher Plummer），乔纳森·普莱斯（Jonathan Pryce），Katherine Helmond，Michael Jeter，Simon Jones，Charles McKeown，Derrick O'Connor，Jack Purvis，Peter Vaughan等。

### 吉列姆与哈利波特
《哈利波特》（Harry Potter）系列小说的作者J·K·罗琳（J.K.Rowling）是吉列姆的影迷。因此当华纳公司准备将第一部小说《哈利波特与魔法石》搬上银幕时，吉列姆成了罗琳的第一选择。但华纳拒绝了吉列姆，将导筒交给了克里斯·哥伦布（Chris Columbus）。吉列姆多年后就此事回忆道”我是拍哈利波特的完美人选。记得离开会议室后，我驾车沿着穆赫兰道（Mulholland Drive）开了足足两个钟头，我实在是太愤怒了。克里斯·哥伦布的版本拍得太烂了，十足地呆板无趣。“（"I was the perfect guy to do Harry Potter. I remember leaving the meeting, getting in my car, and driving for about two hours along Mulholland Drive just so angry. I mean, Chris Columbus' versions are terrible. Just dull. Pedestrian."）
尽管仍有流言传出，但吉列姆已声称他永远不会执导任何一部波特电影。

### The Secret Tournament广告
2002年，吉列姆为耐克公司（Nike）的足球世界杯企划拍了一组名为”The Secret Tournament“的广告，内容说的是一场由世界上最好的球员对战的3对3比赛，场地设在了一艘巨大的油轮上，背景音乐用了猫王（Elvis Presley）的歌“A Little Less Conversation ”。广告深受好评且风靡一时。

### Slava's Diabolo舞台秀
2006年，吉列姆导演了舞台剧”Slava's Diabolo“，该剧由俄罗斯丑角大师Slava Polunin创意和编排，成功地将Polunin的丑角风格（以无声胜有声的生动表情和与观众间的紧密互动而闻名）和吉列姆的丰盛视效兼超现实意象糅合在了一起。舞台剧在以色列加法市（Jaffa, Israel）Gesher戏院的Noga大厅作了首演。

### 帕納大師的魔幻冒險
2007年1月23日，吉列姆宣布他和编剧搭档Charles McKeown已经着手为新片工作。第二天，吉列姆的影迷网站Dreams报道说新片被命名为《帕納大師的魔幻冒險》（The Imaginarium of Doctor Parnassus）。同年的10月3日，Dreams网站确认了吉列姆的下一部电影正是这部由克里斯托弗·普拉莫和汤姆·维茨（Tom Waits）出演的《帕納大師的魔幻冒險》，影片定在了2009年上映。拍摄工作于2007年12月在伦敦正式启动。
2008年的1月22日，影片的制作过程因主演希斯·莱杰的意外去世而被迫中止。《综艺》杂志（Variety）报道说莱杰的加入曾是这部电影成功筹资的关键要素。虽然到了1月24日，电影已经被确定无限期推迟，吉列姆却仍在四处奔忙试图挽救电影，并声明这么做是想将电影作为对莱杰的致敬。到了2月，有报道说演员约翰尼·德普、裘德·洛（Jude Law）和柯林·法瑞尔（Colin Farrell ）已经签约加盟，他们将轮流出演莱杰留下的戏份——电影中的角色因坠入「魔术」世界而屡次变身。

## 作品年表
- 1968：故事时间（英语：Story Time (film)）（Story Time，短片）
- 1974：飞行的奇迹（Miracle of Flight，短片）
- 1975：巨蟒与圣杯（Monty Python and the Holy Grail，和特里·琼斯联合执导）
- 1977：巨龍怪譚（英语：Jabberwocky (film)）（Jabberwocky）
- 1981：时光大盗（Time Bandits）
- 1981：永保公司血泪史（The Crimson Permanent Assurance，电影《脫線一籮筐（英语：Monty Python's The Meaning of Life）》的开场短片）
- 1985：妙想天开（Brazil）
- 1988：終極天將（The Adventures of Baron Munchausen）
- 1991：奇幻城市（The Fisher King）
- 1995：十二只猴子（Twelve Monkeys）
- 1998：赌城风情画（英语：Fear and Loathing in Las Vegas (film)）（Fear and Loathing in Las Vegas）
- 2005：格林兄弟幻險記（The Brothers Grimm）
- 2005：奇幻世界（英语：Tideland (film)）（Tideland）
- 2007/2008：Modest Mouse乐队的MV“King Rat"
- 2009：帕納大師的魔幻冒險（The Imaginarium of Doctor Parnassus）
- 2010：万圣德加的传奇（The Legend of Hallowdega，短片）
- 2011：The Wholly Family（英语：The Wholly Family）（短片）
- 2013：明日定律（The Zero Theorem）
- 2018：誰殺了唐吉訶德（The Man Who Killed Don Quixote）

## 获奖与提名
- 渔王（天涯沦落两心知；The Fisher King）1991
  - 威尼斯国际电影节 银狮奖
  - 多伦多国际电影节 人民选择奖
- 十二只猴子（Twelve Monkeys）1995 
  - 柏林国际电影节 《摩根邮报》读者选择奖第三名
- 赌城风情画（Fear and Loathing in Las Vegas）1998
  - 戛纳国际电影节 入围竞赛
- 格林兄弟（The Brothers Grimm）2005
  - 威尼斯国际电影节 入围竞赛
- 涨潮海岸（Tideland）2005
  - 圣塞巴斯蒂安国际电影节 费比西奖[19]

- 小行星“9619 Terrygilliam”以吉列姆来命名

## 延伸阅读
- Gilliam, Terry and Christie, Ian (Ed.) (1999). Gilliam On Gilliam. Faber & Faber. ISBN 0-571-19190-8
- McCabe, Bob (1999). Dark Knights And Holy Fools: The Art And Films of Terry Gilliam. Diane Pub Co. ISBN 0-7893-0290-X
- From Fringe To Flying Circus: Celebrating A Unique Generation Of Comedy, 1960-1980 - Roger Wilmut, Eyre Methuen Ltd, 1980.

### 访谈
- Onion A.V. Club Interview (05/1998) （页面存档备份，存于）
- Onion A.V. Club Interview (02/2003) （页面存档备份，存于）
- Onion A.V. Club Interview (10/2006) （页面存档备份，存于）
- Interview: Terry Gilliam （页面存档备份，存于） (Badmouth.net)
- IGN's Four Part interview with Gilliam （页面存档备份，存于）
- Salon Interview (06/1998) （页面存档备份，存于）
- Terry Gilliam video interview, BBC Hardtalk Extra